# وفاء عبد الرزاق
وفاء عبد الرزاق (1952 -) هي شاعرة، قاصة وروائية عراقية.

## حياتها
مواليد البصرة.
وفاء عبد الرزاق هي:
- مواليد العراق - البصرة، تعيش في المملكة المتحدة - لندن.

## مسيرته[3][4]
- - رئيس ومؤسس رابطة الإبداع من أجل السلام، لندن.
  - سفيرة النوايا الحسنة بالشرق الأوسط 2016.
  - نائب رئيس البيت الثقافي العربي في الهند.
  - نائب رئيس مجلة الحرف العلمية العالمية المحكمة الشاملة، الصادرة عن مركز الحرف للدراسات العربية في جامعة ستراتفورد الأمريكية، بالتعاون مع البيت الثقافي العربي في الهند.
  - - مستشارة رابطة إبداع العالم العربي والمهجر، باريس.
  - سفيرة أكاديمية للسرد العربي من مركز الحرف للثقافة العربية في جامعة ستراتفورد الأمريكية.
  - عضو مجلس أمناء مؤسسة عرار العربية للإعلام.
  - سفير جماعة عرار للأدب والثقافة والشعر العربي والنبطي والشعبي في لندن.
  - نائب رئيس البيت الثقافي العربي في الهند.
  - نالت شرف اختيارها سفيرة أكاديمية للثقافة العربية في العالم 2017، من مركز الحرف للدراسات العربية في جامعة ستراتفورد الأمريكية.
- تناول منجزها الأدبي من قبل نقاد كثيرين عبر دراساتها وقراءتها النقدية المنشورة في مختلف الصحف والمجلات الورقية والإلكترونية، كان آخرها كتاب المتخيل التعبير للدكتور نادر عبد الخالق. وكتاب فنتازيا النص للدكتور «وليد جاسم الزبيدي» وكتاب «الرقص على أوتار الألفاظ» علوان السلمان.
- نالت أعمالها الشعرية والقصصية والروائية العديد من الدراسات وشهادات التخرج وأطروحات الدكتوراه والماجستير. ودرجة الأستاذية، والدكتوراه الدولية.

## تكريمها
- حازت على جائزة (متحف الكلمة إسبانيا) عن قصتها (أحلامٌ مهملة) في مسابقة القصة القصيرة جدًا، ضمن 20 مشاركة فائزة من 35000 الف مشارك حول العالم، 2015
- حازت على تكريم من الدكتور مازن المسعودي ممثل الجامعة العربية في الهند 2015.
- حازت على تكريم من السفارة العراقية دلهي الهند 2015.
- حازت على تكريم من جامعة افري باريس، 2016.
- حازت على تكريم من جامعة الملية الإسلامية دلهي الهند 2015.
- حازت على تكريم من جامعة جواهر لالنهرو دلهي الهند 2015.
- حازت على تكريم من جمعية المترجمين و اللغويين المصريين مع عضوية شرف في حفل تم برعاية الدكتور حسام الدين مصطفى رئيس الجمعية.
- حازت على تكريم وعضوية شرف من النادي الأهلي، البحرين.
- رُشحت سفيرة للنوايا الحسنة من قبل المؤسسات الثقافية المدنية غير الحكومية ونخبة من المثقفين والمبدعين الملتزمين بقضايا الإنسان والإبداع.
- نالت شهادة الدكتوراه الفخرية ودرع الفارابي من مجموعة الفارابي للتنمية والدراسات العليا 2014.

- تم تكريمها من جامعة افري ـ باريس، 2016.

- تم تكريمها من البيت الثقافي العربي في الهند 2014.
- تم تكريمها من قبل العديد من المؤسسات الثقافية العالمية والعربية والعراقية.
- حازت على المرتبة الأولى لجائزة نازك الملائكة للقصة القصيرة جدًا 2012 العراق.
- حازت على الجائزة الأولى للقصة القصيرة جدًا عن قصتها (خارجٌ عن القانون) من رابطة الأدباء العرب 2013.
- كُرِمَتْ من جامعة ابن زهر، أغادير، المغرب 2012.
- كُرِمَتْ من جامعة واسط العراق 2012.
- اُختِرَ ديوانها «مدخل إلى الضوء» ضمن المناهج الدراسية لكلية الآداب، جامعة ابن زهر، المغرب، من قبل الدكتور عبد السلام فزازي بعد تقديمه للديوان 2012.
- كُما اختِرت سفيرة للسلام من قبل مؤسسة المثقف العربي لعام 2012.
- فازت بجائزة الإبداع عن مؤسسة المثقف العربي، سيدني، أستراليا لعام 2011 عن منجزها الأدبي.
- كُرِمَتْ من جامعة زايد، أبو طبي، الإمارات العربية المتحدة 2011.
- أصدرت لها مؤسسة المثقف العربي، سيدني، أستراليا، كتاب تكريم 2011.
- حازت على تكريم من وزارة الثقافة العراقية 2011.
- حازت على شهادة تقدير من مؤسسة المثقف العربي، سيدني، أستراليا 2010.
- كُرِمَتْ من مؤسسة المثقف العربي، سيدني، أستراليا، 2010.
- فازت بجائزة نازك الملائكة عن قصيدة بيت الطين 2010.
- *- حازت مجموعاتها القصصية بنيل شهادة الماجستير جامعة تكريت 2014.

- حازت روايتها (حاموت) على جائزة أكيودي العالمية في الصين 2014.
- حازت على ميدالية اتحاد الكتاب المصري شعبة الطفل، الإسكندرية، مصر 2010.
- حازت على تكريم من جريدة جريدتي للأطفال القاهرة 2010 .
- حاز ديوانها (أدخلُ جسدي أدخلكم) على شهادة الماجستير جامعة واسط كلية التربية قسم اللغة العربية 2015.
- حازت روايتها أقصى الجنون الفراغ يهذي بنيل شهادة التخرج من جامعة تبسة الجزائر 2013.
- حازت روايتها السماء تعود إلى أهلها على نيل أطروحة الدكتوراه جامعة بن زهر أغادير 2013.
- حازت مجموعاتها الشعرية بنيل شهادة الماجستير من جامعة واسط العراق 2013.
- حاز ديوان «من مذكرات طفل الحرب» على أن يكون موضوعاً لنيل شهادة الإجازة في الأدب العربي بجامعة تبسة الجزائر 2009 .
- حاز ديوان «من مذكرات طفل الحرب» بعد ترجمته إلى اللغة الفرنسية «دار لارمتان» فرنسا في مشروعها السنوي «من القارات الخمس» على أن يكون ضمن من يمثل قارة آسيا تحت إشراف البروفسور فيليب تومسيان.
- حاز ديوان «اِمنحُني نفسي والخارطة» على أن يكون أطروحة تخرج من جامعة ابن زهر كلية الآداب والعلوم الإنسانية، أغادير، المغرب 2009 - 2010.
- حازت على الجائزة الأولى بمسابقة القصة القصيرة «مؤسسة أور الثقافية الحرة» العراق عن قصتها «أربع أقدام وسطح» 2009.
- حازت على الجائزة الذهبية – الملتقى الثقافي العربي، مصر عن قصتها «الجثث تشرب العصير» 2009.
- * حازت على الجائزة الثالثة – اتحاد الأدباء العراقي النجف مسابقة القصة القصيرة عن قصتها «عقابٌ أم ثواب» 2009. *
- حازت على جائزة المتروپوليت نقولاوس نعمان للفضائل الإنسانيَّة لبنان 2008 عن مخطوطها المعنون (من مذكرات طفل الحرب). *
- حازت على جائزة (قلادة العنقاء الذهبية للإبداع) عن (مهرجان العنقاء الذهبية الدولي) العراق لعام 2008.

- حازت على وسام الوفاء (نادي ثقافة الأطفال الأيتام) من (النخلة البيضاء) 2008 العراق.
- حازت على تكريم من الديوان الثقافي العراقي – لندن 2008. *
- حازت على تكريم من مؤسسة النور الثقافية – العراق – السويد 2008.

## جوائز
١-رشحت لجائزة نوبل للآداب سنة٢٠٢٥.جامعة علي كره الاسلامية، الهند.
٢-نالت لقب سفير النوايا الحسنة من المنظمة العالمية لحقوق الانسانIHRO 2025
3- عضو متطوع لدى الامم المتحدة. 2024.
4- رُشحت لجائزة نوبل للاداب، جامعة جواهر لال نهرو نبو دلهي ،الهند،٢٠٢١.
٤- رُشحت لجائزة نوبل للاداب من مركز الحرف التابع لجامعة ستراتفورد الامريكية،٢١٧.
٥- نالت جائزة الاوسكار من الامم المتحدة بالتعاون مع
حصلت على عدة جوائز من بينها جائزة «متحف الكلمة إسبانيا»، عن قصتها المسماة «أحلام مهملة» في مسابقة القصة القصيرة جداً، وجاء فوزها من بين 20 فائز، اختيروا من 35,000 ألف مشارك حول العالم، في سنة 2015، وحصلت على شهادة الدكتوراه الفخرية ودرع الفارابي من مجموعة الفارابي للتنمية والدراسات العليا عام 2014، حازت على المرتبة الأولى في جائزة «نازك الملائكة» للقصة القصيرة جدًّا عام 2012 في العراق، إلى جانب الجائزة الأولى للقصة القصيرة جدًّا عن قصتها التي تحمل عنوان «خارج عن القانون»، من طرف رابطة الأدباء العرب عام 2013، وقد حازت على جائزة الإبداع عن مؤسسة المثقف العربي، بمدينة سيدني الأسترالية عام 2011، بالإضافة إلى عدة جوائز أخرى.
اختيرت لنيل جائزة الأوسكار بسبب مشاركتها الشعرية والأدبية.

## مؤلفاتها وأعمالها
1. نشرت في العديد من الصحف والمجلات العربية
2. تُرجمتْ بعض الأعمال إلى اللغات الإنجليزية والفارسية والفرنسية والإيطالية والتركية والإسبانية والألمانية/ الامازيغية/ والهندية/ والصينية/ الباكستانية.
3. ساهمت في العديد من المهرجانات الشعرية والأمسيات الثقافية عربياً وعالمياً.
4. شاركت في مهرجان السلام العالمي للشعر، فرنسا.
5. ترجمت بعض الأعمال الشعرية إلى اللغة الفرنسية في موسوعة السلام العالمي للإبداع.
6. ترجمت أشعار (من مذكرات طفل الحرب) إلى اللغة التركية ضمن موسوعة السلام للطفل.
7. ترجمة ديوان (من مذكرات طفل الحرب) إلى اللغة الفرنسية أنجزتها المترجمة هادية الدريدي مع مراجعة من جوزيان دو جازو- بيرجيه ومحمد الرفرافي، وصدرت تحت عنوان Mémoires de l'enfant de la guerre عن دار النشر «لارماتان» الفرنسية L'Harmattan في ديسمبر/ كانون أول 2008.
8. ترجمة نفس ديوان (من مذكرات طفل الحرب) إلى الفرنسية، الإنكليزية، الإيطالية، الفارسية، الإسبانية.

### أعمال إبداعية
أ – إصدار صوتي:CD سي-دي شعر، إلقاء وموسيقى شعر شعبي.
ب – الشعر الفصيح:
- 1- هذا المساءُ لا يعرفني، مؤسسة الانتشار العربي، لبنان 1999.
- 2- حين يكون المفتاحُ أعمى، مؤسسة الانتشار العربي، لبنان 1999.
- 3- للمرايا شمسٌ مبلولة الأهداب، دار الكندي،الأردن 2000.
- 4- نافذة فلتت من جدران البيت، منشورات بابل، العراق 2006.
- 5- من مذكرات طفل الحرب، دار نعمان للثقافة، لبنان 2008.
- 6- حكاية منغولية، دار نعمان للثقافة، لبنان 2008
- 7- من مذكرات طفل الحرب باللغة الفرنسية، دار لأرمتان، فرنسا.
- 8- اِمنحُني نفسي والخارطة، دار كلمة، مصر 2009.
- 9- طبعة ثانية، من مذكرات طفل الحرب، دار كلمة، مصر 2009.
- 10- البيتُ يمشي حافيا، دار كلمة، مصر 2010.
- 11- من مذكرات طفل الحرب، طبعة ثالثة، مصر 2010.
- 12- حكاية منغولية، طبعة ثانية، دار كلمة، مصر 2010.
- 13- من مذكرات طفل الحرب باللغة الإسبانية المغرب 2010.
- 14- اٌدخل جسدي أدخلكم، مؤسسة المثقف العربي، سيدني – أستراليا، ودار العارف بيروت – لبنان 2012.
- 15- مدخل إلى الضوء، مؤسسة المثقف العربي، سيدني – أستراليا، ودار العارف بيروت – لبنان 2012.
- 16 - صمغٌ أسود، مؤسسة المثقف العربي سيدني أستراليا-دار العارف لبنان 2015.
- 17- أشك حتى، مؤسسة المثقف أستراليا، ودار العارف لبنان 2016.
- 18- من مذكرات طفل الحرب باللغة الفارسية، دار مونوطيقيا، عبدان، إيران.
- 19- من مذكرات طفل الحرب باللغة الإيطالية، دار اريانا، إيطاليا 2016/

١٩-لا تُرثى قامات الكريستال، دار ليندا سوريا٢٠١٧/
٢٠-عطش البرق، دار افاتار مصر٢٠٢٣/
٢١- قسَم العشاق،٢٠٢٥ دار افاتار مصر.
ج- في الشعر الشعبي:
- 1- أنا وشويــَّة مطر، دار الكندي، الأردن 1999.
- 2- وقوَّسَتْ ظهر البحر، دار الكندي، الأردن 1999.
- 3- مزامير الجنوب، دار الموسوي، أبوظبي 1996.
- 4- تبللت كلَّي بضواك، دار كلمة، مصر 2010.
- 5- عبد الله نبتة لم تُقرأ في حقل الله، دار كلمة مصر 2010.
- 6- بالقلب غصّة، غضة أولى، دار كلمة مصر 2010.
- 7- بالقلب غصَّة، غصَّة ثانية، دار كلمة، مصر 2010.
- 8- حزن الجوري، ضمن المجموعة الكاملة بالقلب غصة، غصة أولى 2010 دار كلمة مصر.

٨-گلب فانوس/ دار افاتار مصر.
د - الروايات:
- 1- بيتٌ في مدينة الانتظار، دار الكندي، الأردن 2000.
- 2- تفاصيل لا تُسعف الذاكرة، دار الكندي،الأردن 2001.(رواية شعرية).
- 3- السماء تعود إلى أهلها، دار كلمة، مصر 2010.
- 4- أقصى الجنون الفراغ يهذي، دار كلمة، مصر 2010.

5- حاموت، دار العارف لبنان 2014.
6- الزمن المستحيل، دار العارف، لبنان 2014.
7- رقصة الجديلة والنهر، دار العارف لبنان 2016.
٨-حاموت طبعه ثانية، دار افاتار مصر٢٠١٩.
٨-حاموت طبعة انكليزي. دار افتار مصر.
٩- رقصة الجديلة والنهر طبعة انكليزي. دار افاتار مصر .
١٠- دولة شين، دار افاتار مصر٢٠١٩.
١١- آن دار افاتاو مصر٢٠٢١.
١٢- تشرين ،دار افاتار،مصر.
١٣- عشر صلوات للجسد دار افاتار مصر.
١٤- بين بغداد وظلي ، دار افاتار ٢٠٢٤ مصر.
هـ - مجاميع قصصية:
- 1- إذن الليلُ بخير، دار الكندي، الأردن 2000.
- 2- امرأةٌ بزيّ جسد، دار كلمة، مصر 2009.
- 3- نقط، دار كلمة، مصر 2010.
- 4- بعضٌ من لياليها، دار كلمة مصر 2010.
- 5- امرأة بزي جسد في اللغة الفرنسية المغرب 2010. (مطبعة أنفو برانت).

- 6- في غياب الجواب، قصص قصيرة دار العارف لبنان 2013.
- 7- أغلالٌ أخرى، قصص صيرة جدًا، دار العارف لبنان 2013.
- 8- وجوه أشباح أخيلة، قصص شعرية، دار العارف لنان 2013.
- 9- الآخرون، دار ليندا، سوريا 2017.

١٠-المتحولون، دار ليندا ,سوريا٢٠١٨.
١١- امرأة بزي حسد طبعة ثانية مصر دار افاتار،٢٠٢٣.
١٢- المطر الاعمى، دار افاتار مصر٢٠٢٠.
١٣- امرأة بزي جسد باللغة الانكليزية ، دار افاتار مصر،٢٠٢٤.
١٤-مجموعة قصصية مشتركة:
1. بقعة ارتجاف حُرّة (مشروع قصصي شعري فني مشترك، الكاتبة سعاد الجزائري قصص قصيرة، وفاء عبد الرزاق شعر، الفنانة عفيفة لعيبي رسم. فكرة العمل محاكاة المجموعة القصصية للكاتبة سعاد الجزائري شعريًا وفنيًا، ويشمل الكتاب لكل قصة قصيدة ولوحة).

### مخطوطات
الشعر الشعبي:
- 1- ترنيمة الفراشات.
- 2- ناياتٌ لها شكلي.
- 3- انتماءات لوجع المطر.
- 4- براويز.

قصص:، .
- 4- وفائيَّات، بوح حر.

## أعلام
- تناول منجزها الأدبي من قبل نقاد كثيرين عبر دراسات وقراءات نقدية منشورة في مختلف الصحف والمجلات الورقية والإلكترونية، كان آخرها كتاب المتخيل التعبير للدكتور نادر عبد الخالق.
- نالت أعمالها الشعرية والقصصية والروائية العديد من الدراسات وشهادات التخرج وأطاريح الدكتوراه والماجستير.

### الترجمات
- 1- تُرجمتْ بعض أعمالها الشعرية والقصصية والروائية إلى اللغة الإنجليزية والفارسية والفرنسية والإسبانية والإيطالية والتركية والكردية والألمانية.
- والامازيغية/ والهندية/ والباكستانية.

الترجمات:
1- تُرجمتْ بعض أعمالها الشعرية والقصصية إلى اللغة الإنجليزية والفارسية والفرنسية والإسبانية والإيطالية والتركية الكردية. والألمانية. والصربية.
2- تُرجمت بعض أعمالها الشعرية إلى اللغة الفرنسية في موسوعة السلام العالمي للإبداع .
3- تـُرجمت بعض نصوص (من مذكرات طفل الحرب) إلى اللغة التركية ضمن موسوعة السلام للطفل.
4- تُرجم ديوان (من مذكرات طفل الحرب) إلى:
أ - اللغة الإنكليزية، ترجمة الشاعر يوسف شغري، سوريا.
ب - اللغة الفرنسية، ترجمة السيدة هادية دريدي – فرنسا.
ج - اللغة الإسبانية، ترجمة السيدة ميساء بونو، المغرب.
د - اللغة الإيطالية، ترجمة د أسماء غريب، إيطاليا.
ه - ترجم إلى اللغة الفارسية، ترجمة دكتور رسول بلاوي ومريم حاجي زادة. عبدان، إيران.
5 - تُرجمت المجموعة القصصية «امرأة بزي جسد» إلى اللغة الفرنسية، ترجمها الأديب محمد نصرافي، المغرب 2010.
المساهمات:
1- نشرت في العديد من الصحف والمجلات العربية.
2- ساهمت في العديد من المهرجانات الشعرية والأمسيات الثقافية عربياً وعالمياً .
3 - شاركت في مهرجان السلام العالمي للشعر، فرنسا .
4- قامت بعدة نشاطات كسفيرة للسلام عن مؤسسة المثقف العربي، سيدني – أستراليا.